# アサシン クリード オデッセイ
『アサシン クリード オデッセイ』（英: Assassin's Creed Odyssey）は、ユービーアイソフトより2018年10月5日に世界同時発売されたゲームソフト。アサシン クリードシリーズのメインシリーズ11作目の作品で、2017年に発売された『アサシン クリード オリジンズ』の続編。2025年現在、メインシリーズ中最も古い時代を舞台としている。

## 概要
舞台は紀元前430年ペロポネソス戦争中の古代ギリシア。
ゲームシステムは『オリジンズ』のシステムをブラッシュアップしたものとなる。シリーズ初の主人公選択制で、男性のアレクシオスと女性のカサンドラから選んでプレイする。また、ゲーム中にも選択肢が存在し、エンディングにも影響を与える。
マケドニア以南のギリシャ全土が再現されたフィールドの各地域はアテネとスパルタのいずれかの陣営に所属して紛争を繰り広げており、プレイヤーは点在する砦や陣地に駐屯している軍団を壊滅させたり、中心となる都市に住む指導者を殺害してどちらかの勢力を弱体化させた上で傭兵として合戦に加わり、勝利するとその地域を味方した陣営の支配下に置くことができる。
どちらの陣営を支援するかはプレイヤーが自由に選択できる上、途中で変更する事も可能。
本作のシーズンパス購入者には『レディ リバティ』を含む『アサシン クリード III』のリマスター版が2019年3月にリリースされる。

## あらすじ
ケファロニア島で傭兵稼業を営む主人公は、幼少期の後見人で雇い主のマルコスが巻き込まれたトラブルを解決したのをきっかけに、実父ニコラオスの首に懸賞金が掛けられている事を知る。かつて神託に則って自分と弟妹を殺そうとした父との確執に決着をつける為、ガレー船アドレスティア号に乗り込み島を出た主人公は、ギリシャ全土をアテネ派とスパルタ派に二分するペロポネソス戦争の争乱とその陰で暗躍する謎の教団の陰謀へと巻き込まれていく。

## 登場人物
アレクシオス / カサンドラ
日本語版声優 - 佐伯匠 / 清水理沙 (幼少期 - 富樫美鈴 / 川上彩)
本作の主人公。スパルタの将軍の長子であると同時に、レオニダス1世の孫。名前の他に「ワシ使い(Eagle Bearer)」や「傭兵(Misthios)」と呼ばれることも多い。
「かつて来たりし者」の血を受け継いでおり、「レオニダスの槍」をはじめとする第一文明人の遺物を制御する力を持つ。それ故に戦闘力はかなり高く、傭兵はおろか怪物や神々をも圧倒する戦闘力を持ち、藁山の無いところに高所からダイブして無傷で着地することも可能。格闘術にも長け、刀や短剣、槍や大斧など様々な武器を華麗に扱う事が可能。狩猟技術も高く隠密やパルクールも歴代主人公同様可能。自身が従えるワシ「イカロス」を用いて自身が忍び込みたい敵陣や洞窟、海の中の戦利品の位置などの情報を敵に勘付かれることなく詳細に把握することが出来る。船舶「アドレスティア号」の船長。同業の傭兵や一般市民からもワシ使いとして認知されておりギリシア中での知名度はかなり高い。ストーリー上で対立するコスモスの門徒を一人で壊滅に追い込んだ。
DLC「最初の刃の遺産」ではニーマもしくはナタカスと出会い、お互いとある目的の為に共闘していき夫婦となり、エルピディオスという息子を授かる。
今作は会話の内容を選択出来るため、主人公にこれといった性格はない。プレイヤー次第で価値観や考え方、性的指向も変わっていく。『ヴァルハラ』にてカサンドラが正史であることが判明している。
ミュリーネ
日本語版声優 - 井上喜久子
主人公の母親。レオニダス1世の実子であり、不思議な力を授けられている。
ニコラオス
日本語版声優 - 仲野裕
主人公の父(正確には養父)。スパルタの将軍。プレイヤーの選択次第では主人公に殺害される。
ステントール
日本語版声優 - 櫻井トオル
ニコラオスの養子。スパルタの将軍。ニコラオスを殺害すると後々、ステントールを殺害するかしないかを選択できる。生かしておくと傭兵となり、街中で不意に主人公と遭遇し、そこで殺害したり船の乗組員にする事が出来る。
デイモス（アレクシオス/カサンドラ）
日本語版声優 - 佐伯匠 / 清水理沙
ストーリーの展開次第では本作のラスボスとなる。ギリシア世界を牛耳ろうと企んでいる秘密結社「コスモスの門徒(Cult of Kosmos)」の英雄であり最高指導者。苛烈な性格の武人。 正体は主人公の妹のカサンドラ/弟のアレクシオス(主人公として選んでいない方)であり、そのこともあり主人公と同じく第一文明人の遺物を制御する力を持ち戦闘力も高い。
プレイヤーの選択がエンディングでのデイモスの運命を大きく左右する。デイモスが生存した場合船の乗組員にできる。

### 実在の人物を基にしたキャラクター
レオニダス
日本語版声優 - 中田譲治
紀元前480年に起こったテルモピュライの戦いにおいて、たった300人の部隊で200万人のペルシア軍を相手に時間を稼ぎ、後のギリシアの勝利に貢献したスパルタの大英雄。本作では主人公の母方の祖父に当たる。本編開始時は故人であるが、DLC「アトランティスの運命」で再登場し、主人公と初めて顔を合わせる。
日本語版担当の中田は映画『300』で同役の吹き替えを担当している。
ヘロドトス
日本語版声優 - 田中秀幸
主人公の手助けをする人類初の歴史家。
ブラシダス
日本語版声優 - 小山力也
スパルタの偉大な将軍。戦争に異議を唱えつつ、アテナイの支配からスパルタを守るために戦っている。主人公とも友人関係であり、度々共闘するがデイモスに殺害される。DLC「アトランティスの運命」で再登場する。
ソクラテス
日本語版声優 - 立木文彦
ギリシアの哲学者。主人公に延々と質問攻めをしてくる。本編後半では弁舌を用いてクレオンへの抵抗に協力する。
ヒポクラテス
日本語版声優 - 木内秀信
ギリシアの医者。
アルキビアデス
日本語版声優 - 川原慶久
ギリシアの政治家。バイセクシュアル。プレイヤーの選択次第では主人公と肉体関係になる。
ペリクレス
日本語版声優 - 田原アルノ
アテナイの政治家。主人公に協力するが、アテナイに疫病が蔓延したことで失脚。デイモスに殺害される。
クレオン
日本語版声優 - 島田敏
アテナイの政治家。ペリクレスの政敵。コスモスの門徒の一員であり、主人公に殺害される。
アリストファネス / エウリピデス / ソフォクレス
日本語版声優 -
それぞれギリシアの劇作家。
ペイディアス
日本語版声優 - 石川ひろあき
ギリシアの彫刻家。コスモスの門徒に命を狙われる。
アスパシア
日本語版声優 - 大津愛理
ペリクレスの妻。正体は「亡霊」と呼ばれるコスモスの門徒の黒幕で、支配欲の塊。殺害するか生かすかはプレイヤーの選択に委ねられる。
トラシュマコス / エンペドクレス / アナクサゴラス / プロタゴラス / デモクリトス/カリストラトス
日本語版声優 - 新垣樽助 / 浦山迅 / /
それぞれギリシアの哲学者・政治家。
ピタゴラス / ディオクレス
日本語版声優 - 高岡瓶々 /
それぞれギリシアの数学者。ピタゴラスは主人公の実父でありDLC「アトランティスの運命」では深く関わることになる。
テオドロス
日本語版声優 -
ヘロドトスの兄。
クサンティッペ
日本語版声優 -
ソクラテスの妻。
アリストクレス（プラトン）
日本語版声優 -
デルポイの聖域で会った少年。のちの哲学者プラトンである。
パウサニアス
日本語版声優 - 森田順平
スパルタを統治する2人の王のうちのひとり。正体はコスモスの門徒の幹部「賢者」であり、そのために国を追われた果てに主人公に抹殺される。
アルキダモス
日本語版声優 -
スパルタを統治する2人の王のうちのひとり。
デモステネス
日本語版声優 -
アテナイの将軍。自身の正しさを証明するため、主人公にスパルタの将軍を殺し印章を集めるよう依頼する。
リュサンドロス
日本語版声優 -
スパルタの将軍。自らの野心のため、主人公にアテナイの将軍を殺し印章を集めるよう依頼する。

### その他の架空人物
マルコス
日本語版声優 - 塩屋浩三
ケファロニア島のワイン農家。家族と別離しケファロニアに流れ着いた主人公を救い、傭兵として自立させた育ての親。
しかし、金にがめつく、何かと手っ取り早く儲けようとしては揉め事を起こすことも多いトラブルメーカー気質で、主人公の下に問題を絶えず持ち込んでくる。
バルナバス
日本語版声優 - 佐藤せつじ
アドレスティア号の船長。拷問にかけられていたところを主人公が助けたことで、船を必要としていた主人公に船長の座を譲り旅の仲間となる。
ポイベー
日本語版声優 - 水瀬いのり
主人公に憧れるお転婆娘。天性の冒険家。コスモスの門徒と主人公の戦いに巻き込まれて死亡する。DLC「アトランティスの運命」にて再登場し、主人公と再会を果たす。

クリーシス
日本語版声優 - 塩田朋子
アルゴリス地方のヘラ神殿の女神官。同地の神官たちを実質的に束ねているが、その権威や立場を利用してアルゴリスを恐怖政治で抑え付けている。実はコスモスの門徒の一員で、主人公の母を騙して妹（弟）を浚った張本人。
ラゴス
日本語版声優 - 松田健一郎
アルカディア地方の執政官。コスモスの門徒の一員に数えられてはいるが家族を人質にされて協力を強いられている立場であり、選択によれば殺さずにコスモスの門徒と縁を切らせることができる。
クセニア
日本語版声優 - 斎藤貴美子
ケオス島を根城にする海賊団の女団長。母の消息を探しに来た主人公に対し、情報と引き換えに高額のドラクマを要求する。乱暴で抜け目ないが自身が認めた人間に対しては義の厚い一面を見せる。
レアンデル
日本語版声優 - 宮本崇弘
キュクロープス
日本語版声優 -
主人公のスタート地点であるケファロニアを根城にする盗賊団の長。乱暴さと片目を失っていることから単眼の怪物になぞらえて呼ばれているが、本人はあまり好んでない。黒曜石で作った高価な義眼を宝物として大事に隠している。
ハミッポス
日本語版声優 - 石川ひろあき
ペリクレスに批判的なアテナイの劇作家。クエストを進めるとコスモスの門徒であることが判明する。
リカオン
日本語版声優 -
フォキスの治癒師。神託官である祖母を慕う一方、祖母のある許されざる罪を知ってしまい悩んでいる。
イカロス
主人公に忠実な相棒の鷲。その異名の一つである「ワシ使い」の直接の由来ともなった。
操作をイカロスに切り替えることで、上空から一定範囲内の敵その他主要目標の位置を壁越しでもマーキングできる他、敵一体の動きを止めてくれたりする。
フォボス
主人公の愛馬。序盤に依頼の報酬としてマルコスから譲られ、以後旅を共にする。
通常の馬とは異なり、専用のコマンドで屋外の陸上ならどこにでも呼び出すことが可能で、死亡してもしばらくすれば復活する。

### DLC版登場人物
アルタクセルクセス1世
日本語版声優 -
ペルシアの王族。実在の人物。
ダリウス
日本語版声優 - 宮内敦士
ナタカス、ニーマの父。孫ができ祖父になる。本名はアルタバノス。
アモルゲス
日本語版声優 - 白石稔
本作の時代における古き結社の指導者。ダリウスとは浅からぬ因縁があり、その命を執拗に狙っている。
ナタカス
日本語版声優 - 河本啓佑
カサンドラを主人公にしている場合に登場するダリウスの息子。カサンドラと共闘していくうちにお互い惹かれ合い、夫婦となりエルピディオスを授かる。
ニーマ
日本語版声優 - 佐久間友理
アレクシオスを主人公にしている場合に登場するダリウスの娘。アレクシオスと共闘していくうちにお互い惹かれ合い、夫婦となりエルピディオスを授かる。
パクティアス
日本語版声優 - 前田雄
エルピディオス
カサンドラとナタカス、もしくはアレクシオスとニーマの間に出来た赤子。成長しダリウスからヒドゥンブレード（後のアサシンブレード）を引き継ぐ。
クセルクセス
ペルシア帝国の皇帝。故人。かつてペルシア戦争を指揮し、ギリシアを危機に陥れた張本人。遠征の失敗による疲弊を省みず暴政を続けたことから、回想でダリウスに暗殺された。
アレクサントリアのアヤ
前作「アサシン クリード オリジンズ」の登場人物で、アサシン教団の前身となった「隠れし者」の開祖。エンディングで登場。カサンドラ（アレクシオス）とエルピディオス（ニーマ）の系譜の末裔であることが判明した。

### 怪物
メデューサ
日本語版声優 - 石田嘉代
ミノタウロス
スフィンクス
キュクロープス

### 現代編の人物
レイラ・ハサン（Layla Hassan）
日本語版声優 - 田中敦子
アサシン。現代編の主人公。
ヴィクトリア・ビボー
日本語版声優 - 美名
アサシン。レイラの相棒的存在。
キヨシ・タカクラ
日本語版声優 - 真殿光昭
アサシン。
漫画『アサシン クリード チャイナ』など、他のシリーズ作品にも登場する。